# Питушкино
Питушкино (Тени, чув. Патаккасси) — упразднённая в 1977 году деревня Шумерлинского района Чувашии. Вошла в состав села Туваны (Большие Туваны). 

## География
Располагалась на реке Цивиль, примерно в 15 км к северо-востоку от Шумерли и в 75 км к юго-западу от Чебоксар.
Климат
Климат умеренно континентальный с продолжительной холодной зимой и тёплым летом. Средняя температура января −12,9 °C, июля 18,3 °C. За год в среднем выпадает до 552 мм осадков.

## История
Многие десятилетия река и мост служили культурной и религиозной и бытовой границей между Туванами и Питушкино, между чувашами и русскими.
В 1977 году Питушкино слилась с селом Туваны, исключена из списка населённых пунктов 19 декабря 1977 года.
Административная принадлежность
- До 7 сентября 1920 года — в составе Курмышского уезда Симбирской губернии (до 31 мая 1918 года — в Атаевской волости, позже, до упразднения волостей и уездов, — в Ходаровской волости);
- с 7 сентября 1920 — в составе Ядринского уезда Чувашской АО / Чувашской АССР;
- с 1 октября 1927 года — в составе Вурнарского района;
- с 1 марта 1935 года — в составе Шумерлинского района;
- с 3 ноября 1965 года — в составе Шумерлинского горсовета;
- с 30 декабря 1966 года — в составе Шумерлинского района.

Сельский совет — Туванский (с 1 октября 1927 года).

## Население
По сведениям 1859 года в деревне Питушкина (Падиккасы) (при речке Берёзовом Хорле) в I стане Курмышского уезда в 26 дворах проживали 212 человек, удельных крестьян (105 мужчин, 107 женщин). 
По данным всеобщей переписи населения 1897 года в деревне Питушкино (Падик-Касы) (при речке Цивиле) Атаевской волости Курмышского уезда насчитывалось 57 дворов, 144 мужчины и 162 женщины, чуваш.

## Известные уроженцы
- Георгий Фёдоров (1942—2015) — чувашский писатель, литературовед, доктор филологических наук, член Союза писателей России (1992).

## Инфраструктура
Личное подсобное хозяйство.

## Транспорт
Просёлочные дороги. 